# スポーツの魂
スポーツの魂（スポーツのたましい）は、ニッポン放送で、毎週土曜日午前5:00 - 7:00に放送されていた『塚越孝のおはよう有楽町』の6：20頃からの「まるまるわくわくタイム」の中で、6：22頃に放送された、スポーツアスリートのドキュメントコーナー。通称「スポ魂（すぽたま）」。
以前は、これと同じようなコーナーが、『塚越孝 朝刊フジ』で「おどろきスポーツ列伝」の名前で放送されていた。これらは、リスナーから多くの反響を呼んでいる。更には『塚越孝の土曜ニュースアドベンチャー』時代の「感動スポーツ」からも反映されている。

## コーナーの内容
コーナーは、1人のスポーツアスリートを特集し、そのアスリートの波乱万丈な人生を塚越孝が独特の語り口で紹介していく。塚越孝 朝刊フジの時の「おどろきスポーツ列伝」と違うところは、「スポーツ列伝」は1週間（月曜 - 金曜の5日間）で1人のスポーツアスリートを紹介するのに対し、「スポーツの魂」は、2週に分けて1人のスポーツアスリートを紹介する。

## 放送時間
塚越孝のおはよう有楽町（ニッポン放送 毎週土曜日 5:00 - 7:00）の「まるまるわくわくタイム」の中で6：22頃に放送